# The Omega Code
The Omega Code är en amerikansk film från 1999. 

## Handling
I filmens inledning dödas rabbinen Rostenberg, som forskar om bibelkod. Hans dataprogram stjäls. Gillen Lane (Casper Van Dien) är en populär självhjälpsförfattare och föreläsare med problem i sitt äktenskap. Han träffar EU:s karismatiske ledare Stone Alexander (Michael York) och blir hans högra hand medan denne försöker skapa fred i mellanöstern, som skakats av bombdåd som förstört tempelberget och klippdomen. Efter en tids framgång upptäcker Lane att Alexander har knäckt bibelkoden och använder dess profetior som manus för sin verksamhet. Alexanders medhjälpare, Dominic (Michael Ironside) försöker skjuta Lane men råkar istället döda Alexander. Lane får skulden för mordet och tvingas på flykt. Inom kort uppväcks dock Alexander mirakulöst från de döda. Världens ledare installerar honom snart som ledare för en ny världsregering. Lane inser snart att Stone Alexander är antikrist.

## Om filmen
The Omega Code producerades i samarbete med det kristna TV-bolaget Trinity Broadcasting Network och TV-predikanten Paul Crouch var exekutiv producent. Crouch publicerade även en romanversion baserad på filmen, skriven tillsammans med Lance Charles. 
Filmen fick mestadels negativa recensioner. Den drog in drygt $12 miljoner i biljettintäkter i USA och följdes av en uppföljare, Megiddo: The Omega Code 2 (2001)

## Skådespelare
- Casper Van Dien - Gillen Lane
- Michael York - Stone Alexander
- Catherine Oxenberg - Cassandra Barashe
- Michael Ironside - Dominic
- Jan Triska - Profet 1
- Gregory Wagrowski - Profet 2
- Devon Odessa - Jennifer Lane